# Афаг, Хамед
Хамед Афаг (перс.: حامد آفاق اسلامیه , родился 1 февраля 1983 года) — профессиональный иранский баскетболист, выступающий за «Шахрдари Арак» из иранской суперлиги, а также за национальную сборную Ирана по баскетболу. Его рост 191 см.

## Награды

### Национальная команда
- Чемпионат Азии
  - Золотая медаль: 2007, 2009, 2013
- Азиатские Игры
  - Бронзовая медаль: 2006, 2010
- Игры Исламской Солидарности
  - Бронзовая медаль: 2005
- Азиатские Игры в помещении
  - Золотая медаль: 2009

### Клуб
- Чемпионат Азии
  - Золотая медаль: 2007, 2008 (Батарея Саба), 2009, 2010 (Махрам)
- Чемпионат Западной Азии
  - Золотая медаль: 2007 (Батарея Саба), 2010, 2012 (Махрам)
- Иранская Суперлига
  - Чемпионы: 2004, 2006, 2007 (Батарея Саба), 2010, 2012 (Махрам), 2013 (Петрочими)